# TAPSO
TAPSO est le nom courant de l'acide 3-[[1,3-dihydroxy-2-(hydroxyméthyl)propan-2-yl]amino]-2-hydroxypropane-1-sulfonique, un acide sulfonique couramment utilisé comme tampon. C'est un composé faisant partie des tampons de Good, décrit et nommé en 1980. Son pKa de 7,6 à 25 °C présente un certain intérêt pour des applications en biochimie, c'est d'ailleurs avec cet usage en tête qu'il a été synthétisé. Il présente néanmoins l'inconvénient, dans cet usage, de réagir avec le fer au point de devoir utiliser des ustensiles en PTFE pour sa manipulation.

## Stéréochimie
L'atome de carbone C2 qui porte un groupe hydroxyle est asymétrique, TAPSO est donc chiral et se présente sous la forme d'une paire d'énantiomères : 
- acide (2''R'')-3-[[1,3-dihydroxy-2-(hydroxyméthyl)propan-2-yl]amino]-2-hydroxypropane-1-sulfonique
- acide (2''S'')-3-[[1,3-dihydroxy-2-(hydroxyméthyl)propan-2-yl]amino]-2-hydroxypropane-1-sulfonique